# ŽFK Dragon 2014
Maillots
Le Ženski Fudbalski Klub Dragon 2014 (en macédonien : Женски фудбалски клуб Драгон 2014), plus couramment abrégé en ŽFK Dragon 2014, est un club macédonien de football féminin fondé en 2014 et basé à Skopje, la capitale du pays.
Le club a remporté quatre titres de champions et une Coupe nationale.

## Palmarès
| Compétitions nationales |
| --- |
| - Championnat de Macédoine (4) : - Champion : 2014-15, 2015-16, 2017-18 et 2018-19. - Coupe de Macédoine (2) : - Vainqueur : 2015-16 et 2018-19. - Finaliste : 2014-15 et 2017-18. |

## Entraîneurs du club
- Ilija Mandarov